# Tatjana Žyrkova
Tatjana Jur'evna Žyrkova (in russo Татьяна Юрьевна Жиркова?; 12 dicembre 1968) è un'ex maratoneta e ultramaratoneta russa, fino al 1991 sovietica.

## Palmarès
| Anno                           | Manifestazione     | Sede       | Evento | Risultato | Prestazione | Note |
| ------------------------------ | ------------------ | ---------- | ------ | --------- | ----------- | ---- |
| In rappresentanza della Russia |                    |            |        |           |             |      |
| 2002                           | Mondiali di 100 km | Torhout    | 100 km | Oro       | 7h37'06"    |      |
| 2004                           | Mondiali di 100 km | Winschoten | 100 km | Oro       | 7h10'32"    |      |
| 2008                           | Mondiali di 100 km | Tarquinia  | 100 km | Oro       | 7h23'33"    |      |